# 이희균
이희균(李熙均, 1998년 4월 29일 ~ )는 대한민국의 축구 선수이다. 포지션은 세컨드 스트라이커, 공격형 미드필더, 오른쪽 윙어이다. 현재 K리그1 울산 HD 소속이다.

## 수상

### 팀
- K리그2 우승: 2019년, 2022년